# Minnesota Commercial Railway
El Minnesota Commercial Railway (MNNR) es una empresa ferroviaria estadounidense categorizada como Clase III que opera una corta línea ubicada en el estado de Minnesota.
Este ferrocarril opera desde el área de Saint Paul con servicio a Minneapolis, Bayport, Hugo, Fridley y New Brighton. Se ocupa principalmente de transportar mercancías y abastecer a la industria local. Su sede se encuentra en una casa de máquinas, cerca de la avenida Cleveland en Saint Paul, a pocas cuadras de la antigua estación de Amtrak y su patio principal está justo al norte de la estación.
Sus líneas constan de una a Fridley, con un intercambio con Canadian National Railway y un pequeño patio en New Brighton. El ferrocarril también llega a Hugo y Bayport con derechos de vía. Se intercambia con BNSF Railway en el patio de Northtown. También sirve a los silos de grano del este de Minneapolis junto a la Universidad de Minnesota, así como a los silos ubicados cerca de la autopista estatal N°55.
El MNNR se conecta con todos los ferrocarriles principales de las Twin Cities, incluidos: Canadian National Railway, BNSF Railway, Canadian Pacific Railway, Union Pacific Railway y Twin Cities and Western Railroad.

El equipamiento del MNNR se compone principalmente de locomotoras Alco y General Electric. Cuenta con más de 24 locomotoras, incluida una de la compañía minera australiana Hamersley Iron, la lista es diversa y satisface las necesidades de conmutación y transporte por carretera. La mayoría de las unidades usan un esquema de pintura roja muy parecido al de Green Bay y Western Railroad.

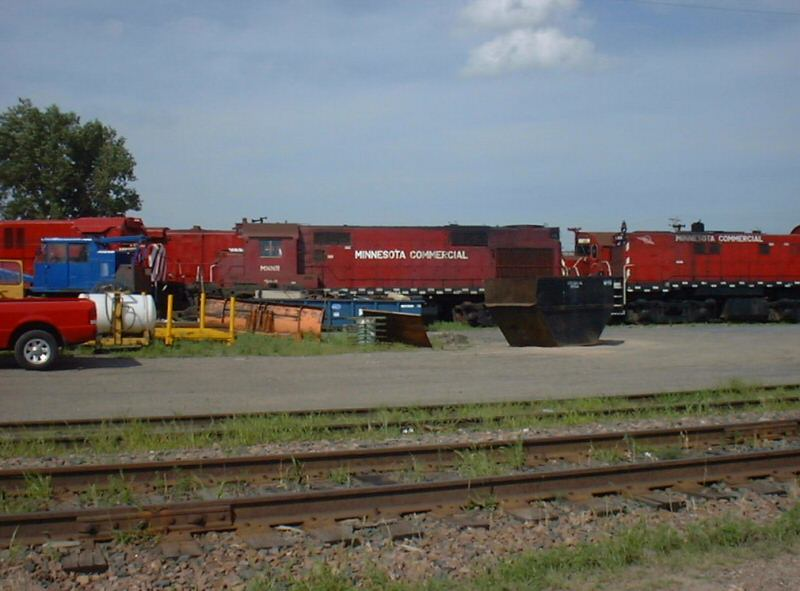
Varias locomotoras Alco del MNNR en su base de operaciones en Saint Paul.

La empresa se conocía anteriormente como Minnesota Transfer Railroad. Era propiedad de los principales ferrocarriles que prestaban servicio en el área de Twin Cities. El Minnesota Transfer fue arrendado por Minnesota Commercial el 1 de febrero de 1987. 